# Paseo de las Palmeras
El Paseo de las Palmeras, vía urbana de Isla Cristina, ciudad de la provincia de Huelva en el suroeste de España, está establecida como peatonal, con aledaños aptos para la circulación de vehículos en circunstancias especiales, como la recogida de basura o en circunstancias de urgencia. Forma parte del eje Plaza de las Flores-Carmen-Paseos de los Reyes, del Chocolate y de las Palmeras que comenzaba en el antiguo teatro Victoria y culmina en la iglesia de Jesús del Gran Poder, en el extremo de este paseo de las Palmeras, una zona de paseo de unos 570 metros de longitud. La avenida Ángel Pérez es el nombre que tiene los últimos paseos, el del Chocolate y el las Palmeras. Las Palmeras tiene una longitud de 200 metros y la anchura de 20 metros es constante en todo su recorrido salvo algunas edificaciones que se retraen desde la linde principal. Incluyendo el resto de la avenida Ángel Pérez alcanza los 250 metros, aunque en su inicio se hace más estrecho y se ensancha a medida que alcanza el paseo de las Palmeras. Durante 2009 y dentro del Plan E, se llevó a cabo una reordenación urbana completa, incluidos las restantes vías del eje Flores-Palmeras antes mencionado.

## Historia

### Origen
En un primer comienzo, la vía era la salida natural de La Higuerita hacia el oeste, donde la tradición cuenta que se localizaba el pozo junto a la higuera que daba nombre a la población. Debido a que en el siglo XVIII la población estaba en una isla, y no existían accesos en barca o puentes hacia el oeste, las necesidades de transporte terrestre hacia esta dirección eran mínimas. Posteriormente, la formación de bancos de arena convirtieron en península a la isla, estando el istmo de unión precisamente en esta dirección. Con el tiempo, el eje este-oeste se convirtió en la principal zona de expansión de Isla Cristina, a la vez que era la entrada natural por tierra a la localidad. En la segunda mitad del siglo XIX se decidió plantar palmeras en la "avenida" de entrada para adecentar la entrada a Isla Cristina, con lo que surge el nombre popular que aún conserva.

### SigloXX
A principios de este siglo se lleva una importante transformación en esta zona de la ciudad, destacando la plantación de las palmeras que posteriormente darían nombre al paseo, una de las señas de identidad de Isla Cristina. Las palmeras fueron plantadas en la primavera de 1910. Se nombra al paseo como avenida de Tejero y siendo alcalde D. Román Pérez Romeu, se remodela y pavimenta, añadiendo bancos de obra, con librerías aledañas. Los azulejos de los bancos incluían pasajes del Quijote de Cervantes y eran conocidos con el sobrenombre de bancos-biblioteca que contaban con...

...libros estudiantiles, así como de autores literarios célebres y diccionarios completos, que potenciaron la formación cultural de nuestra juventud en las décadas de los años 20 y 30.
Breve historia de Isla Cristina por Radio Isla Cristina, 2001

Es en esta época cuando se le cambia el nombre de la avenida por el actual, de Ángel Pérez, conocido isleño y hermano de D. Román, que por eso se le puso su nombre. 
Al final del paseo, donde desde la década de 1960 se alza la iglesia de Jesús del Gran Poder (o de las Palmeras), se levantó una fuente-lavadero monumental con varios caños, obra del insigne arquitecto de la Exposición Iberoamericana de Sevilla de 1929 Aníbal González. La reforma concluyó en 1925. Otros hitos que incluyó la reforma fueron farolas de forja que tras su reforma en los años 1970 se trasladaron a la plaza de la Paz (antigua plaza de los Caídos, junto a la iglesia de los Dolores) donde aún se conservan flanqueando un kiosko de música.

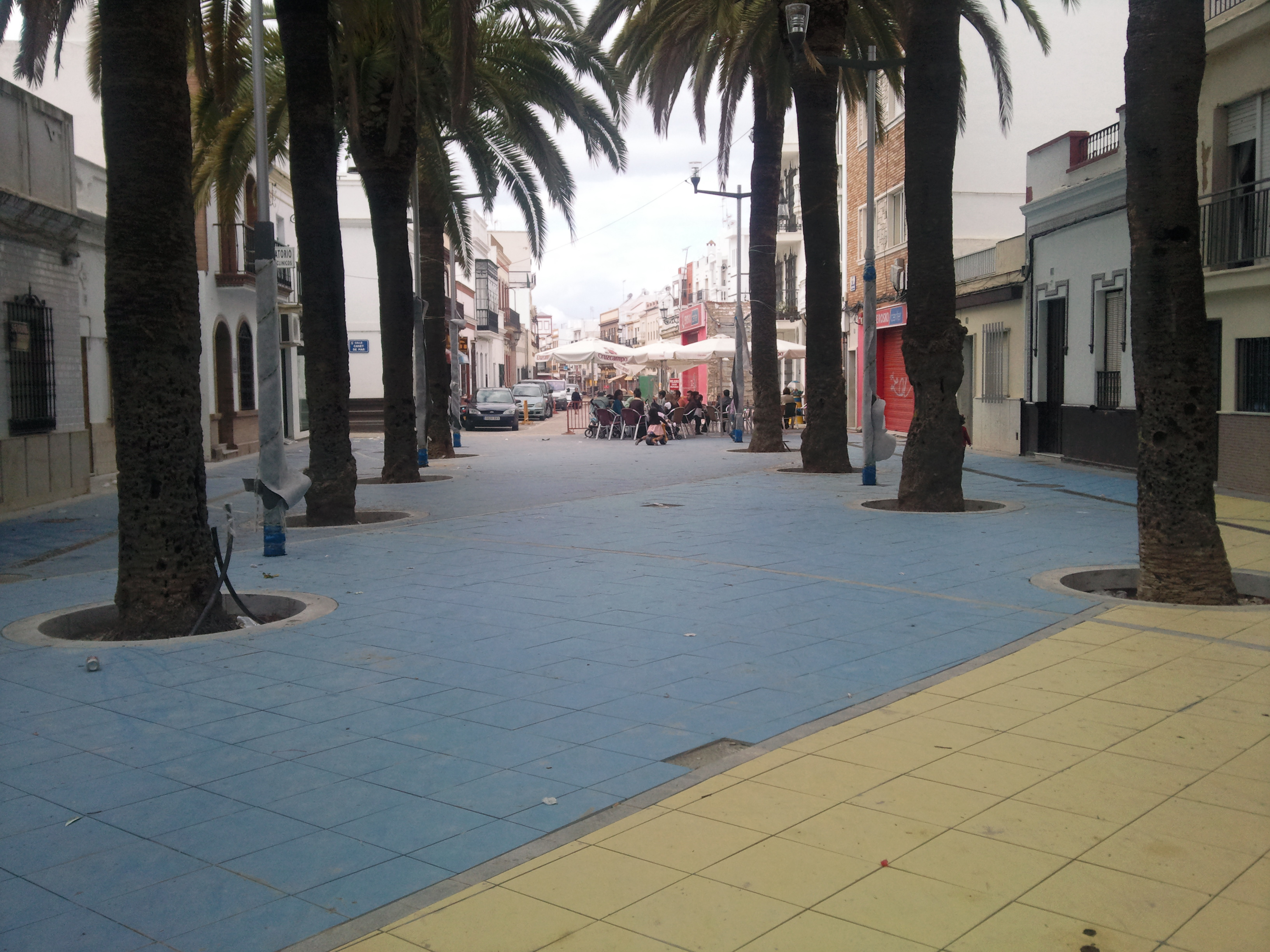
Nuevo pavimento del paseo, poco antes de finalizar las obras de reurbanización en 2009.

En el segundo trimestre de 2009 y dentro del Plan E, se lleva a cabo una reordenación urbana completa, introduciendo los colores de la bandera isleña en el pavimento. Tiene el mayor montante del Plan para el municipio, incluyendo las restantes vías del eje Flores-Palmeras antes mencionado, con 1.887.740'12 € y 832.052'84 € para esta sección individual.

## Edificios e instituciones
Iglesia Jesús del Gran Poder

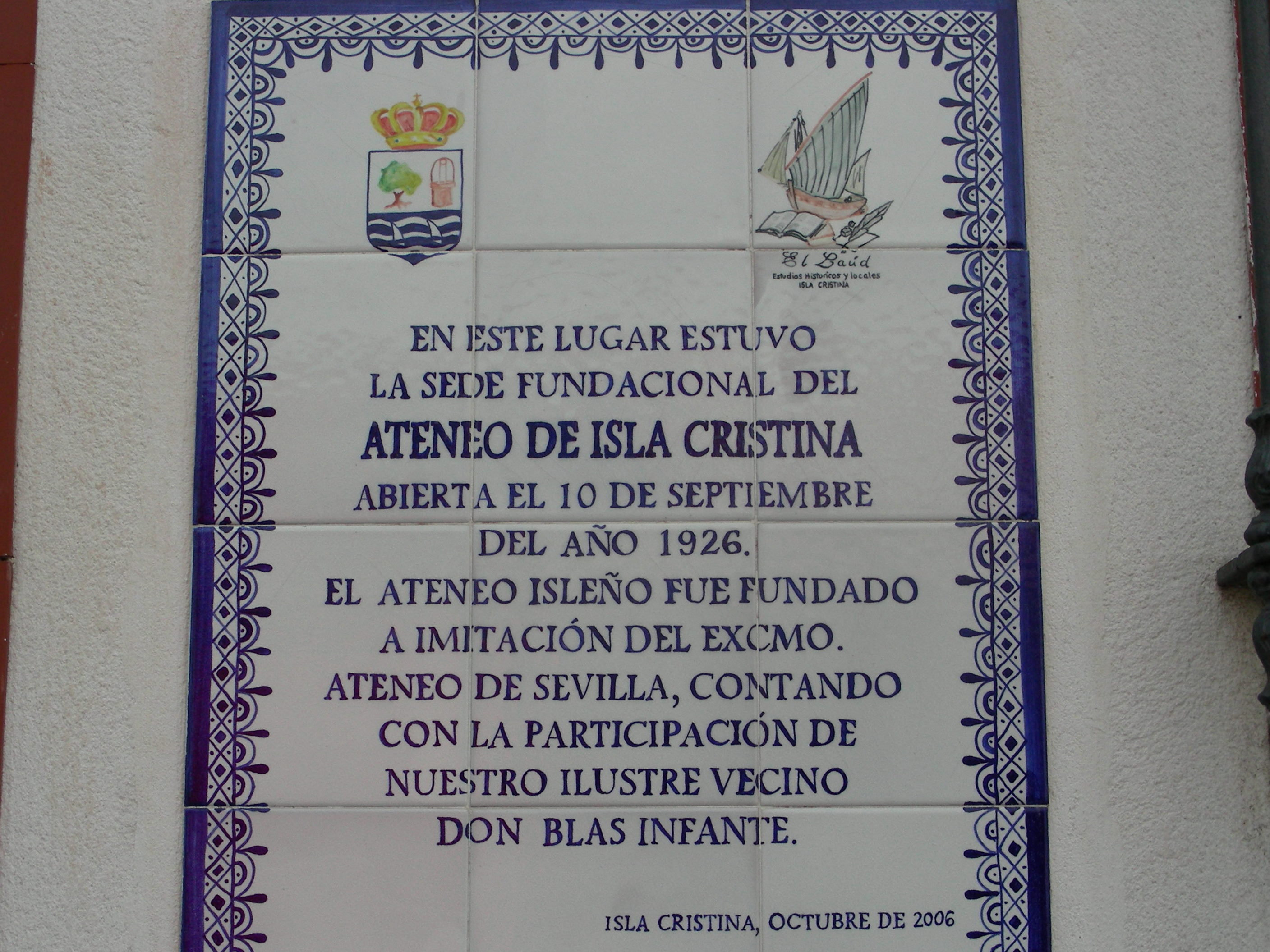
En el paseo del Chocolate, el antiguo Ateneo.

Fue la segunda parroquia en constituirse en la ciudad de Isla Cristina (excluimos por tanto las del resto del municipio). Data de 1966, tras 4 años de construcción, con vidrieras de estilo cubista en los laterales.
Ateneo de Isla Cristina
En la avenida Ángel Pérez, en su sección conocida como Paseo del Chocolate, se localizaba el Ateneo de Isla Cristina, fundado el 10 de septiembre de 1926 a imitación del sevillano, contando con Blas Infante entre sus participantes.
Establecimientos históricos
En el inicio del paseo se localizaba el desaparecido cine Victoria. Tras su demolición parcial, en la actualidad es un supermercado de una conocida empresa nacional.